# Автомагістраль М32 (Велика Британія)
Автомагістраль М32 становить 7,1 км довжиною автострада в Південному Глостерширі та Бристолі, Англія. Вона забезпечує зв'язок від M4, великої автомагістралі, що з'єднує Лондон і Південний Уельс, із центром міста Бристоль яка підтримувалась національним дорожнім органом National Highways.
Автомагістраль була запланована одночасно з М4 у 1960-х роках, і будівництво було завершено до Істввілла на північному сході Брістоля до 1970 року. Найпівденніша ділянка була відкладена через інженерні проблеми та масові дії, і вона не була відкрита до 1975 року. З середини 2000-х існували плани використовувати M32 як частину парку та їзди, що зменшило б затори в Брістолі.

## Маршрут
M32 становить 7,1 км завдовжки. Його північний кінець знаходиться на розв'язці 19 автомагістралі M4, поблизу Вінтерборн-Даун. Спочатку розв'язка з кільцевим рухом була розділена на рівні, але в 1992 році вона була змінена, щоб усунути конфліктні рухи транспорту з метою збільшення пропускної здатності.

## Історія

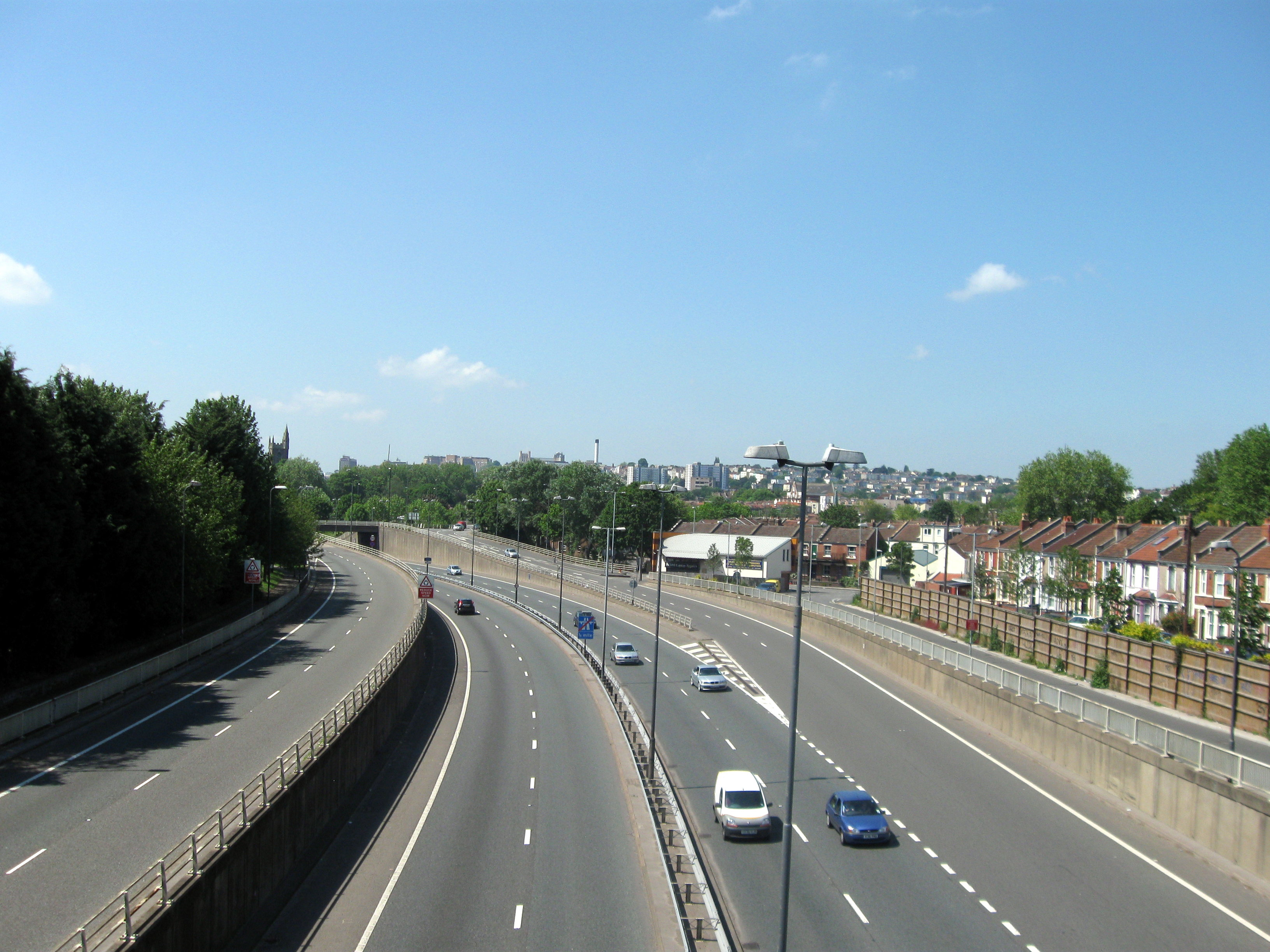
Південна ділянка М32 була побудована останньою і проходить поблизу численних житлових масивів.

Планувалося, що M32 стане ключовим радіальним сполученням до вузла мережі радіальних і кільцевих доріг у межах прямокутника, що охоплює Бристоль. Інші межі цієї схеми були частинами M4 (північно-східна сторона), M5 (північно-західна сторона) і припливно-відливні ділянки річки Ейвон (південно-західна сторона), південно-східна сторона не була визначена орієнтирами. Автомагістраль була частково профінансована радою округу Глостершир і міською радою Брістоля, а 75 відсотків гранту надано національним міністерством транспорту. Під час будівництва він тимчасово називався Hambrook Spur або Bristol Parkway і був побудований у три окремі етапи між 1966 і 1975 роками.

## Трафік
Порівняно з сусідніми автомагістралями, такими як M4 і M5, M32 є відносно малозавантаженим маршрутом, але все ще описаний в Об'єднаному транспортному плані Західної Англії як «найзавантаженіший дорожній коридор до Брістоля». У 2001 році середній щоденний транспортний потік становив 40 400 автомобілів у північному напрямку та 39 900 у південному напрямку, тоді як у 2014 році сумарний потік в обох напрямках становив у середньому 75 000 транспортних засобів. Попри це, на M32 часто виникають затори, оскільки це популярний маршрут до центру Брістоля. У ранкову годину пік черги можуть повертатися на автостраду з центру міста. У 2014 році Агентство автомобільних доріг повідомило, що M32 між розв'язками 1 і 2 була найбільш ненадійною автомагістраллю вздовж усього коридору M4 між Лондоном і Південним Уельсом, причому понад 56 відсотків поїздок тривали довше, ніж передбачалося. Проблема загострюється кожного разу, коли відбувається інцидент на M4 навколо Брістоля, оскільки водії намагаються використовувати M32 як об'їзний маршрут, створюючи додаткові затори та затори.